# Sue Palmer-Komar
Susan "Sue" Palmer-Komar (nascida em 27 de janeiro de 1967) é uma ex-ciclista canadense que participava em competições de ciclismo de estrada. Ela representou o Canadá nos Jogos Olímpicos de Verão de 1996 e de 2004.